# Sandnäsfjärden
Sandnäsfjärden, en fjärd i Pyttis kommun, Kymmenedalen, Södra Finlands län, fi Santaniemenselkä.
Fjärden är väldigt grund, som djupast 1,8m, och skiljer Mogenpört från fastlandet. (Eller egentligen från Pyttisön, som kan betraktas som en ö, eftersom den ligger mellan två utfallsarmar av Kymmene älv i deltat) Både i väster och öster begränsas fjärden av grusåsar som sticker upp som pärlband av holmar, i väster från Tysfjärden, som är ännu grundare och som utgör ett naturskyddsområde, främst för sitt fågelliv. I öster från Svartbäcksfjärden. Sandnäsfjärden har sitt namn från den östra av dessa åsar, som börjar i sandnäs på Mogenpört och går över till Korsnäs.